# Moya (Kasztília-La Mancha)
Moya egy község Spanyolországban, Cuenca tartományban. Moya Vallanca, Casas Bajas, Santa Cruz de Moya, Landete, Fuentelespino de Moya és Casas de Garcimolina községekkel határos. Lakosainak száma 148 fő (2024).

## Népesség
A település népessége az utóbbi években az alábbiak szerint változott:
| Lakosok száma | 293  | 257  | 234  | 214  | 201  | 172  | 163  | 139  | 129  | 148  |
|               | 2001 | 2004 | 2006 | 2009 | 2011 | 2014 | 2016 | 2019 | 2021 | 2024 |